# 고정관념 위협
고정관념 위협은 사람들이 그들의 사회적 집단에 대한 고정관념에 따르는 위험에 처해 있거나 그들 스스로 느끼는 상황적 곤경이다. 이것은 오랫동안 지속된 학업 성취도의 격차에 기여하는 것으로 알려져 있다. 학술 문헌에 소개된 이후 고정관념 위협은 사회 심리학 분야에서 가장 널리 연구된 주제 중 하나가 되었다.
고정관념 위협을 증가시키는 상황 요인에는 과제의 어려움, 과업의 능력을 측정한다는 믿음, 과업에 대한 고정관념의 관련성이 포함될 수 있다. 개인들은 그들이 잘 수행하기를 원하는 임무와 그들이 틀에 박힌 그룹과 강하게 동일시 할 때 높은 수준의 고정관념 위협을 보여준다. 이러한 영향은 또한 그들이 부정적으로 정형화된 집단과의 식별로 인한 차별을 예상할 때 증가한다. 고정관념 위협의 반복적인 경험은 자신감 감소, 능력 저하, 관련 성취 영역에 대한 관심 상실의 악순환으로 이어질 수 있다. 고정관념 위협은 부정적으로 고정관념화된 그룹에 속한 개인의 성과 감소를 보여준다고 주장되어 왔다.공중 보건 격차에 영향을 미치는 그것의 역할도 제안되었다.
이 이론에 따르면, 특정 그룹에 대한 부정적인 고정관념이 존재한다면, 그룹 구성원들은 그들의 능력을 최대한 발휘하는 데 방해가 될 수 있는 그들의 성과에 대해 걱정하게 될 것이다. 중요한 것은, 개인이 그것을 활성화하기 위해 고정관념에 가입할 필요가 없다는 점이다. 불안이 성과를 감소시키는 메커니즘은 작업기억(특히 작업기억시스템의 음운학적 측면)을 고갈시키는 것이라는 가설이 있다. 고정관념 위협의 반대에는 고정관념적 우쭐함 즉, 사회적 집단에 대한 긍정적인 고정관념에 노출되기 때문에 사람들이 다른 때보다 더 잘 수행하는 것이 있다. 고정관념적 우쭐함의 변형은 고정관념적 향상으로, 다른 사회적 그룹에 대한 부정적인 고정관념에 노출되어 더 나은 성과를 달성하는 사람들이다.
일부 연구원들은 고정관념 위협이 실제 성과 격차의 요인으로 해석되어서는 안 된다고 제안했고, 출판 편향의 가능성을 제기했다. 다른 비평가들은 큰 효과를 보이는 초기 연구에 대한 오해라고 주장하는 것을 바로잡는데 초점을 맞추고 있다. 그러나 메타분석과 체계적 검토는 고정관념 위협의 영향에 대한 중요한 증거를 보여주었지만, 이러한 현상은 지나치게 단순화된 특성화를 허용하지 않는다.

## 실험적 연구 사례
다양한 영역에서 고정관념 위협이 능력에 미치는 영향을 보여주는 300개 이상의 연구가 발표되었다. 고정관념 위협은 다양한 학문 과목에서 백인 학생에 비해 흑인 학생의 성적이 저조하거나 수학 분야에서 고등 교육 기관의 여성을 과소 표현하는 것과 같은 오랜 인종 및 성별 성취 격차에 기여하는 요소로 간주한다.
발생하는 고정관념 위협의 강도는 태스크의 틀에 따라 달라진다. 과제가 중립적이면 고정관념 위협이 발생하지 않는다. 그러나 과제가 능동적 고정관념의 관점에서 틀화된다면 참여자들은 과제를 더 잘 수행할 가능성이 있다. 예를 들어, 체스 선수에 대한 연구는 여자 선수들이 남자 상대와 시합할 것이라는 말을 들었을 때 예상보다 더 형편없는 경기를 했다는 것을 보여주었다. 반면 상대는 여성이라는 말을 들은 여성은 과거 성적표를 보면 알 수 있는 연기를 펼쳤다. 여성이 남성보다 체스를 못 한다는 고정관념을 인식한 여성 참가자들은 체스 게임에서 더 못 했다.
2007년 연구는 고정관념 연구를 전통적으로 남성 고정관념 직업인 기업가정신으로 확대했다. 이 연구는 고정관념 위협은 여성의 기업가적 의도를 위축시킬 수 있고 남성의 의도는 증대시킬 수 있다는 것을 보여주었다. 그러나, 기업가정신이 성 중립적인 직업으로 제시될 때, 남성과 여성은 기업가 되기 위해 비슷한 수준의 관심을 표현한다. 또 다른 실험에는 "자연 운동 능력" 또는 "스포츠 지능"의 테스트로 묘사된 골프 경기가 포함되었다. 이것이 운동 능력의 시험이라고 묘사될 때는 유럽계 미국 학생들이 더 나쁜 성적을 냈지만, 지능을 언급할 때는 흑인 학생들이 더 나쁜 성적을 거두었다.

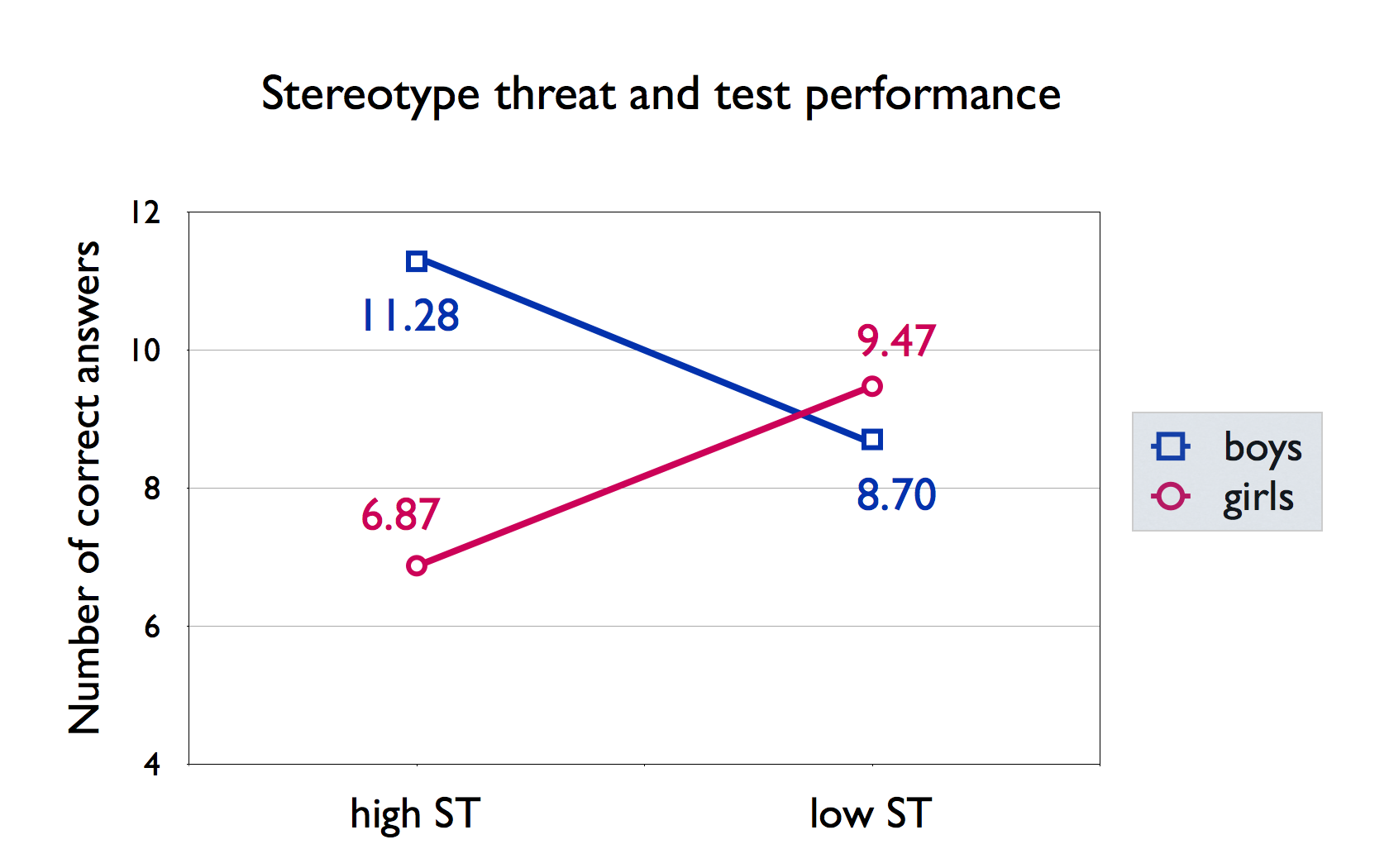
고정관념 위협이 여학생과 남학생의 수학 성적에 미친 영향력을 나타낸 표. 자료 출처는 Osborne이다. (2007)

다른 연구들은 고정관념 위협이 운동 상황에서 유럽계 미국인들의 경기력뿐만 아니라 그들의 사회적 감수성에 대해 시험받는 남자들의 경기력에도 어떻게 부정적인 영향을 미칠 수 있는지를 보여주었다. 과제의 골격이 대부분의 개인에게 고정관념 위협을 유발할 수 있지만, 특정 개인은 다른 개인보다 고정관념 위협을 경험할 가능성이 더 높다. 특정 집단과 고도로 동일시하는 개인은 고정관념에 대한 위협을 경험하는 개인보다 고정관념에 더 취약해 보인다. 단지 다른 사람들이 있는 것만으로도 고정관념의 위협을 불러일으킬 수 있다. 한 실험에서, 수학 시험을 치른 여성은 2명의 여성과 함께 70%를 맞았고, 같은 시험을 치른 여성은 남성 앞에서 평균 55%를 맞았다.
2009년 Desert, Praux, Jund가 실시한 연구의 목적은 하위 사회경제 집단의 아이들이 고정관념 위협의 영향을 받는지 여부를 알아보는 것이었다. 이 연구는 6-7세 아동과 다중 초등학교의 8-9세 어린이를 비교했다. 이 아이들은 지적 능력 테스트인 Raven's Matrix 테스트를 받았다. 개별 어린이 그룹에는 평가 방법을, 다른 그룹에는 비평가 방법을 안내했다. "평가" 그룹은 보통 Raven Matrix 테스트와 함께 주어진 지시를 받았고, "비평가" 그룹은 지시를 받아서 마치 아이들이 게임을 하는 것처럼 보이게 했다. 그 결과는 3학년 학생들이 1학년들보다 시험을 더 잘 봤다는 것을 보여주었고 이것은 예상된 일이었다. 그러나 낮은 사회경제적 지위는 아이들이 높은 사회경제적 지위에 비해 그들이 평가적인 방법으로 지시를 받았을 때 더 나빴다. 이러한 결과는 아이들에게 주어진 방향의 틀이 사회경제적 지위보다 성과에 더 큰 영향을 미칠 수 있음을 시사했다. 이는 수신한 명령 유형에 따른 능력 차이로 확인되었다. 이 정보는 낮은 사회경제적 지위를 가진 학생들의 성적을 향상시키는 데 도움이 되는 교실 환경에 유용할 수 있다.
나이에 따른 고정관념 위협의 영향에 대한 연구들이 있어왔다. 60~75세의 노인 99명을 대상으로 연구가 실시되었다. 이 노인들은 기억력과 신체적 능력과 같은 특정 요소와 범주에 대해 여러 시험을 받았고, 또한 그들이 신체적으로 얼마나 적합하다고 생각하는지를 평가하도록 요청 받았다. 또한, 그들은 노인에 대한 긍정적인 시각과 부정적인 시각을 모두 담고 있는 기사들을 읽도록 요청 받았고, 그들은 같은 기사를 읽는 누군가를 지켜보았다. 이 연구의 목적은 테스트 전에 참가자를 프라이밍하는 것이 능력에 영향을 미치는지 확인하는 것이었다. 결과는 대조군이 테스트 전에 음성 또는 양성 단어로 준비된 대조군보다 더 잘 수행했다는 것을 보여주었다. 통제 그룹은 다른 두 그룹보다 그들의 능력에 더 자신감을 느끼는 듯 보였다.
고정관념위협에 대해 수행된 많은 심리실험들은 높은 지위와 낮은 지위의 그룹 모두를 관찰하면서 부정적인 고정관념위협이 능력에 미치는 생리적인 영향에 초점을 맞추고 있다. 쉬퍼스와 엘머스는 다음과 같은 가설을 시험했다: 현재 믿음에 기초하여 성과 상황을 평가할 때 낮은 지위 그룹의 구성원이 생리적 위협 반응을 보일 것이고, 높은 지위의 구성원들은 또한 현상의 가능한 변화를 조사할 때 생리적 위협 반응을 보일 것이다. 2005). 이 실험 결과는 예상과 일치했다. 예상대로 낮은 상태에서는 상태 피드백 직후 혈압이 높게 나타났고 높은 상태에서는 2차 과제를 예상하면서 혈압이 높게 나타났다.
2012년, 쉬퍼스 외 연구진. 높은 사회적 파워가 자극될 때 '효율적인 심혈관 패턴(도전)'이 발생하는 반면, '비효율적인 심혈관 패턴' 또는 위협은 낮은 사회적 파워의 활성화에 의해 발생한다는 가설을 세웠다(Shepers, de Wit, Ellemers & Sassenberg, 2012). 이 가설을 시험하기 위해 두 가지 실험이 수행되었다. 첫 번째 실험에서는 파워 프라이밍과 역할극에 관한 두 번째 실험을 살펴보았다. 이 두 실험의 결과는 모두 가설을 뒷받침하는 증거를 제공했다.
클레오파트라 압두와 아담 핑거후트는 의료 분야에서 고정관념 위협을 연구하기 위한 실험 방법을 최초로 개발했으며, 의료 고정관념 위협은 부정적인 건강 결과와 격차와 관련이 있음을 나타내는 첫 번째 연구를 포함했다.
일부 연구는 무효 결과를 발견했다. 네덜란드 고등학생을 대상으로 수행된 고정관념 위협의 가장 큰 단일 실험 테스트(N = 2064)에서는 아무런 효과가 발견되지 않았다. 그러나 저자들은 이러한 결과가 좁은 연령 범위, 실험 절차 및 문화적 맥락으로 제한된다고 밝히고, 주제에 대한 추가 등록 보고서와 복제 연구를 요구한다. 이러한 제한에도 불구하고, 그들은 결론적으로 그들의 연구가 "수학 시험 성과에 대한 고정관념 위협의 영향은 지나치게 일반화되어서는 안 된다는 것을 보여준다."
수많은 메타 분석과 체계적 검토는 고정관념 위협의 효과에 대한 중요한 증거를 보여주었다. 그러나 그들은 또한 현상이 지나치게 단순화된 특성을 거부하는 방법을 지적한다. 예를 들어, 한 메타 분석은 여성 피험자의 경우 "미묘한 위협 활성화 단서가 가장 큰 영향을 미쳤고, 노골적이고 적당히 노골적인 단서가 뒤따랐다"는 반면 소수자의 경우 "위협 활성화 단서가 가장 큰 영향을 미쳤으며, 그 뒤를 이어 노골적이고 미묘한 단서가 나타났다"는 것을 발견했다.

## 작용 방식
비록 많은 연구가 고정관념 위협이 능력에 미치는 영향을 증명하고 있지만, 이러한 영향의 기반이 되는 특정 인지 인자에 대해서는 여전히 의문이 남아 있다. 스틸과 아론슨은 원래 고정관념과 관련된 생각을 억누르려는 시도가 불안과 관심의 축소를 가져온다고 추측했다. 이는 능력에서 관찰된 결함에 기여할 수 있다. 2008년에 Toni Schmader, Michael Johns 및 Chad Forbes는 세 가지 상호 관련 요소에 초점을 맞춘 고정관념 위협의 통합 모델을 발표했다.
1. 스트레스 자극을 받음
2. 결과에 대해 의식하느라 주의를 빼앗김
3. 부정적인 생각과 감정을 억누르려고 노력함[9]

Schmader 등은 이 세 가지 요소가 고정관념 위협에 대한 과거 실험에 의해 축적된 근거의 패턴을 요약할 것을 제안한다. 예를 들어, 고정관념 위협은 작업 기억과 실행 기능을 방해하고,각성을 증가시키며, 자신의 수행에 대한 자의식을 증가시키며, 개인들로 하여금 불안과 같은 부정적인 감정뿐만 아니라 부정적인 생각을 억누르도록 한다. 사람들은 제한된 양의 인지 자원을 이용할 수 있다. 이러한 리소스의 상당 부분을 불안과 능력 압박에 집중하여 사용할 경우, 당면한 작업에서 더 낮은 성과를 거둘 수 있다.
생리학적, 신경학적 반응을 조사하는 많은 연구들은 Schmader와 고정관념 위협을 만드는 과정에 대한 동료들의 통합 모델을 뒷받침한다. 스트레스 유발에 관한 설명을 뒷받침하면서, 한 연구는 고정관념에 사로잡힌 아프리카계 미국인들이 동맥 혈압의 더 큰 증가를 보인다는 것을 발견했다. 한 연구는 수학 및 과학 컨퍼런스에서 남성이 여성보다 수적으로 많은 비디오를 시청한 여성들 사이에서 심혈관 활성화가 증가했음을 발견했다.[50] 다른 연구에서도 마찬가지로 고정관념 위협 하에 있는 개인이 심장 박동수를 증가시키는 것으로 나타났다. 고정관념 위협은 또한 위협 하에 있는 동안 증가한 코티솔 수치로 측정했을 때 신경내분비 스트레스 반응을 활성화할 수 있다. 고정관념 위협으로 유발되는 생리학적 반응은 종종 무의식적일 수 있으며, 과제에서 인지적 초점을 산만하게 하고 방해할 수 있다.

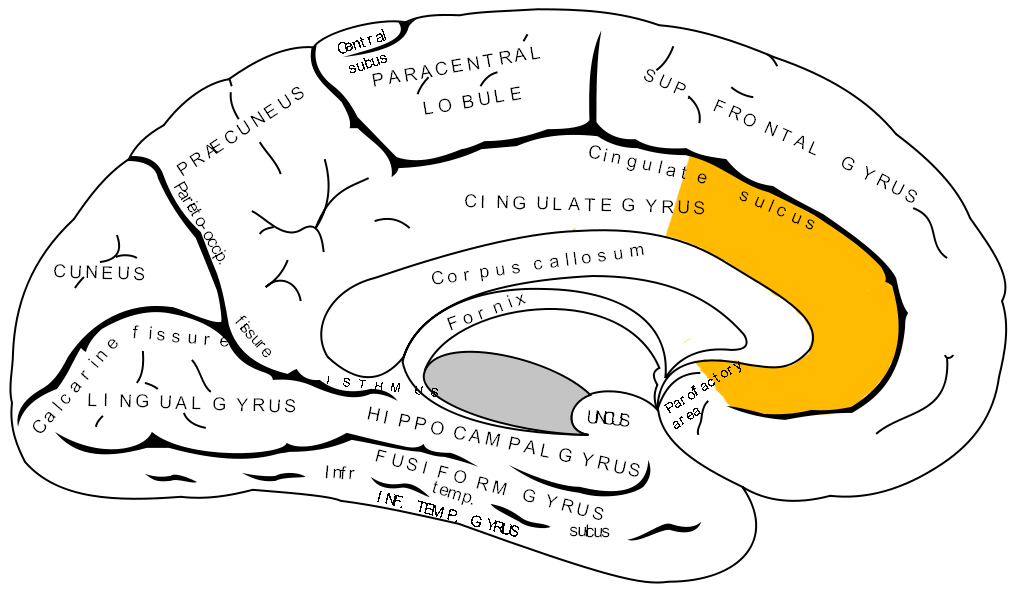
연구자들은 여성들이 수학 시험을 푸는 동안 고정관념 위협을 경험할 경우, 두뇌의 전측 대상피질(ACC)에서 복측 경로가 활성화된다는 사실을 발견했다.

능력 모니터링과 경계와 관련하여, 뇌 활동에 대한 연구는 고정관념 위협은 이 두 가지 과정을 모두 증가시킨다는 생각을 뒷받침해 왔다. 포브스와 동료들은 두피의 전기 활동을 측정하는 뇌전도(EEG) 신호를 기록했고, 고정관념 위협을 느끼는 사람들은 성과와 관련된 자극에 더 민감하다는 것을 발견했다.
또 다른 연구는 고정관념 위협과 관련된 뇌 활동을 조사하기 위해 기능 자기 공명영상(fMRI)을 이용했다. 연구원들은 수학 시험을 치르는 동안 고정관념에 위협을 느끼는 여성들이 사회 정서 작용과 관련이 있다고 생각되는 신경 영역인 전측구개피질의 복측 혈류에서 활성화가 증가했다는 것을 발견했다. Wraga와 동료들은 고정관념 위협 하에 있는 여성들이 복부 ACC에서 활성화가 증가했음을 보여주었고, 이러한 활성화의 양이 과제 수행 감소를 예측했음을 발견했다. 개인이 성과와 관련된 자극에 대해 인식하면 고정관념 위협을 경험할 가능성이 더 높았다.
바우처, 라이델, 루, 그리고 라이델에 의해 수행된 연구는 고정관념의 위협이 능력에 영향을 줄 뿐만 아니라 새로운 정보를 배우는 능력에도 영향을 줄 수 있다는 것을 보여주었다. 이 연구에서는, 학부생 남녀들이 학습 세션을 가졌고 이어서 그들이 배운 것에 대한 평가가 이루어졌다. 일부 참가자들에게는 고정관념 위협을 유도하기 위한 정보가 제공되었고, 일부 참가자들에게는 고정관념 위협을 줄이거나 제거할 것으로 예측된 "성별 박람회" 정보가 제공되었다. 그 결과, 참가자들은 통제 그룹, 고정관념 위협만, 학습 전에 제거된 고정관념 위협과 학습 후에 제거된 고정관념 위협의 네 가지 개별 조건으로 나뉘었다. 연구 결과는 "성별 박람회" 정보를 제공받은 여성들이 그렇지 않은 여성들보다 수학 관련 시험을 더 잘 봤다는 것을 보여주었다. 이 연구는 또한 여성들에게 학습 후에보다는 "성별 박람회" 정보가 발표되는 것이 더 유익하다는 것을 보여주었다. 이러한 결과는 수학 시험을 치르기 전에 고정관념의 위협을 없애는 것이 여성들이 더 잘 수행하도록 도울 수 있고, 수학적 학습에 앞서 고정관념의 위협을 제거하는 것이 여성들이 더 잘 배우도록 도울 수 있다는 것을 암시한다.

## 원본 연구

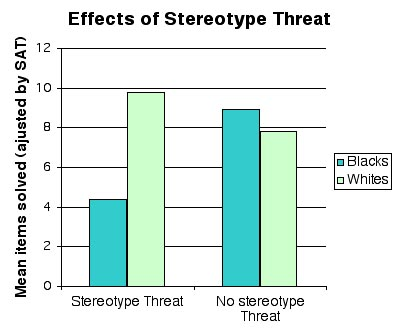
"고정관념 위협이 대학생들의 표준 시험(SAT) 성적에 미치는 영향(그룹별 기존 성적에 따른 조정 결과)"- J. Aronson, C.M. Steele, M.F. Salinas, M.J. Lustina, Readings About the Social Animal, 8th edition, ed. E. Aronson

1995년, Claude Steel과 Joshua Aronson은 고정관념 위협이 지적 성과를 저해할 수 있다는 것을 증명하는 첫 번째 실험을 수행했다. 스틸과 아론슨은 단어 완성 과제를 통해 이를 측정했다.
그들은 흑인과 유럽계 미국인 대학생들에게 대학원 성적 시험에서 어려운 구두 시험을 보게 했다. 전국 평균으로 볼 때 예상되듯이, 이 아프리카계 미국인 학생들은 이 시험에서 좋은 성적을 거두지 못했다. 스틸과 아론슨은 학생들을 세 개의 그룹으로 나누었다: 고정관념-위협 (테스트가 "지적 능력의 진단"으로 묘사된), 비 고정관념-위협 (테스트가 "능력을 진단하지 않는 실험실 문제 해결 과제"로 묘사된), 그리고 세 번째 조건 (테스트가 다시 비-지적 능력으로 묘사된)그러나 참가자들은 어려운 시험을 도전으로 바라보도록 요청받았다. 세 그룹 모두 동일한 테스트를 받았다.
스틸과 아론슨은 이 시험의 지침을 바꾸는 것이 흑인 학생들이 그들의 그룹에 대한 부정적인 고정관념을 확인하는 것에 대한 우려를 줄일 수 있을 것이라고 결론 내렸다. 이 결론을 뒷받침하면서, 그들은 이 시험을 지능의 척도로 간주하는 아프리카계 미국인 학생들이 그들 그룹에 대한 부정적인 고정관념과 더 많은 생각을 가지고 있다는 것을 발견했다. 추가적으로, 그들은 테스트가 지능을 측정한다고 생각하는 아프리카계 미국인들이 관련 부정적인 고정관념과 관련된 단어들을 사용하여 단어 조각을 완성할 가능성이 더 높다는 것을 발견했다.
이전 SAT 점수에 대해 조정된 비진단도전 조건 피험자는 비진단 조건 및 진단 조건 피험자보다 훨씬 우수한 성과를 거두었다. 첫 번째 실험에서는 조건별 경주 상호작용이 약간 유의미했다. 그러나 같은 논문에 보고된 두 번째 연구는 인종과 조건의 유의한 상호작용 효과를 발견했다. 이는 진단 조건에서의 배치가 유럽계 미국인들에 비해 아프리카계 미국인들에게 상당한 영향을 미쳤음을 시사했다.

## 고정관념적 향상과 고정관념적 우쭐함
고정관념 위협은 고정관념이 어떻게 능력에 해를 끼칠 수 있는지에 관한 개념이다. 하지만, 특정한 상황에서, 고정관념 활성화는 고정관념적 향상이나 고정관념적 우쭐함을 통한 능력 향상으로 이어질 수 있다. 고정관념은 사람들이 다른 그룹에 대한 부정적인 고정관념에 노출되었을 때 성과를 증가시킨다. 이러한 향상된 능력은 부정적인 아웃그룹 고정관념의 결과로 인한 자기 효율의 증가와 자기 의심의 감소에 기인한다. 고정관념적 우쭐함은 긍정적인 고정관념이 성과를 향상시킬 수 있다는 것을 시사한다. 고정관념적 향상은 개인의 사회적 정체성의 긍정적인 측면이 정체성과 관련된 영역에서 두드러지게 나타날 때 발생한다. 비록 고정관념적 우쭐함은 성과를 향상시키는 고정관념적 향상과 비슷하지만, 고정관념적 우쭐함은 부정적인 집단 고정관념의 결과인 반면, 고정관념적 향상은 강화는 집단 고정관념의 긍정적인 활성화로 인해 일어난다.
우월한 양적 능력에 대한 긍정적인 인종적 고정관념과 일관되게, 아시아계 미국 여성들은 그들의 아시아적 정체성이 준비되지 않은 통제 조건보다 수학 시험에서 더 나은 성적을 거두었다. 반대로, 이러한 참가자들은 수학 시험에서 낮은 양적 기술의 고정관념과 관련된 그들의 성 정체성이 가장 두드러지게 만들어졌을 때, 이것은 고정관념 위협과 일치한다. 이 결과의 두 가지 복제가 시도되었다. 한 경우, 효과는 아시아인이나 여성의 수학적 능력에 대한 고정관념을 모르는 참가자를 제외한 후에만 재현되었고 다른 복제는 몇 가지 중간 변수를 고려하더라도 원래의 결과를 재현하지 못했다.

## 장기적인 기타 결과들
능력 저하는 고정관념 위협의 가장 잘 알려진 결과이다. 그러나, 연구는 또한 고정관념 위협이 개인들로 하여금 인식된 실패에 대해 자책하게 할 수 있고, 자기 핸디캡 수행 과제의 가치와 유효성을 깎아내리고, 부정적인 고정관념 그룹과의 거리를 두게 할 수 있으며, 위협적으로 인식되는 상황에서 벗어나게 할 수 있다는 것을 보여주었다.
흑인들의 고정관념 위협을 조사하는 연구들은 실험대상자들이 흑인 범죄의 고정관념에 대해 알게 되면, 경찰을 마주치는 것에 대한 불안감이 증가한다는 것을 발견했다. 결과적으로, 이것은 자율적인 규제 노력, 더 많은 불안, 그리고 경찰관들이 흔히 의심스러워하는 다른 행동들로 이어질 수 있다. 경찰관들은 흑인들을 위협적인 존재로 인식하는 경향이 있기 때문에, 이러한 불안으로 인한 행동에 대한 그들의 반응은 같은 행동을 하는 백인에 대한 반응보다 일반적으로 더 가혹하며, 그들이 그 사람을 쏘기로 결정했는지 여부에 영향을 미친다.
장기적으로, 고정관념 위협의 고질적인 경험은 개인들로 하여금 고정관념에 얽매인 집단을 식별하지 못하게 할 수 있다. 예를 들어, 여성은 고정관념 위협을 경험한 일련의 상황을 겪은 후 자신을 "수학자"로 보는 것을 멈출 수 있다. 이 신원불확인은 실패에도 불구하고 자존심을 유지하기 위한 심리적인 대처 전략으로 여겨진다. 불안과 신경증에 반복적으로 노출되면 정형화된 집단으로부터 거리를 두기로 선택할 수 있다.
고정관념 위협에 대한 많은 연구가 학업 성취도에 대한 부정적인 고정관념에 대처하는 것의 효과를 조사했지만, 최근 고정관념 위협에 대처하는 것이 자제력을 약화시키고 심지어 고정관념이 아닌 영역에서 훨씬 더 넓은 범주의 행동에 영향을 미칠 수 있는 방법에 대해 강조되어 왔다. Michael Inzlicht와 동료들의 연구에 따르면, 여성들이 수학 능력에 대한 부정적인 고정관념에 대처할 때, 그들은 수학 시험에서 더 나쁜 성적을 내고, 수학 시험을 마친 후, 심지어 관련이 없는 영역에서도 계속해서 적자를 보일 수 있다고 한다. 예를 들어, 여성들은 운동을 하는 동안 과식하고, 더 공격적이며, 더 위험한 결정을 내리고, 인내심을 덜 발휘할 수 있다.
고정관념 위협과 관련된 인식된 차별은 또한 개인의 정신 건강에 부정적인 장기적 영향을 미칠 수 있다. 인지적 차별은 특히 우울증에 중점을 두고 정신 건강에 미치는 영향 측면에서 광범위하게 조사되었다. 내재화된 인종차별과 관련된 다양한 소수집단을 포함하는 단면적 연구는 더 많은 차별을 경험하는 개인이 우울증 증상을 보일 가능성이 더 높다는 것을 발견했다. 추가적으로, 인식된 차별은 또한 아동과 청소년들의 우울증 증상을 예측하는 것으로 확인되었다. 인식된 차별과 관련된 다른 부정적인 정신 건강 결과에는 감소된 일반 건강, 외상 후 스트레스 장애, 불안, 반항적 행동이 포함된다. Pascoe와 Smart Richman이 수행한 메타 분석은 인식된 차별과 부정적인 정신 건강 사이의 강한 연관성이 교육, 사회경제적 지위 및 고용과 같은 요소를 통제한 후에도 지속된다는 것을 보여주었다.

## 완화 효과
추가적인 연구는 부정적으로 정형화된 그룹에서 학생들의 시험 점수와 학업 성취도를 높이기 위한 방법을 찾고 있다. 그러한 연구는 고정관념 위협의 영향이 완화될 수 있는 다양한 방법을 제시한다. 예를 들어, 고정관념 위협이 MCAT, SAT, LSAT 점수에 미치는 부정적인 영향에 대한 우려가 증가하고 있다. 고정관념 위협의 부정적 결과를 완화하기 위한 한 가지 노력은 고정관념의 부작용을 조정하기 위해 표준화된 시험 점수의 스케일을 재조정하는 것이다.
아마도 가장 눈에 띄게, 잘 반복되는 발견들은 학생들에게 스트레스를 재평가하고 지능의 증분 이론을 채택하도록 가르치는 것이 고정관념 위협의 영향을 완화시키는 효과적인 방법이 될 수 있다는 것을 시사한다. 두 가지 연구는 참가자들이 지능이 유연하고 노력을 통해 향상될 수 있다는 것을 설득하는 것의 효과를 측정하고자 했다. 두 사람 모두 노력해서 실력을 향상시킬 수 있다고 믿는다면 부정적인 고정관념을 극복할 수 있다고 믿고 좋은 성적을 거둘 가능성이 높다고 말했다.또 다른 연구는 학생들에게 그들의 상황이나 걱정을 재검토하게 하는 것이 스트레스를 고갈시켜 시험 성과를 향상시키는 대신 실행 자원(주의 제어, 작업 기억력 등)에 도움이 될 수 있다는 것을 발견했다. 후속 연구에 따르면 지능에 대한 증분적 관점을 학습한 학생들은 학업의 후퇴를 타고난 능력 탓이 아니라 형편없는 공부 전략과 같은 상황적 속성 탓으로 돌리는 것으로 나타났다. 그 결과, 학생들은 대안 학습 전략을 실행하고 다른 사람들에게 도움을 구할 가능성이 더 높다.
자기 확인 운동의 힘에 대한 연구 또한 유망한 결과를 보여주었다. 그러한 연구 중 하나는 자기 확인 연습이 아프리카계 미국인 중학생들의 성적을 유의미하게 향상시켰고 인종적 성취 격차를 40% 줄였다는 것을 발견했다. 본 연구의 저자들은 인종적 성취 격차는 적어도 부분적으로 짧고 표적화된 사회 심리 개입에 의해 개선될 수 있다고 제안한다. 그러한 중재는 서면 과제와 임상 평가를 받은 영국 의대생들에게 시도되었다. 필기 과제 그룹에서는 백인 학생들이 소수 학생들보다 성적이 나빴다. 임상 평가에서, 두 그룹은 인종 집단 간의 차이는 유지되었지만 성과를 개선했다. 과제를 완료하기 전에 참여자들이 자신에 대해 긍정적인 가치나 속성에 대해 생각할 수 있도록 하는 것은 고정관념 위협에 덜 민감하게 만드는 것 같았다. 수학적, 기하학적 추론 테스트에서 여성과 남성 참가자 사이의 능력 차이를 완화하는 자기 확인도 나타났다.
마찬가지로, 자기 개념 지도를 만들어 여성이 자신의 다중 역할과 정체성에 대해 생각하도록 장려하면 상대적으로 어려운 표준화 테스트에서 성별 차이를 없앨 수 있다는 것이 밝혀졌다. 성찰의 기회가 주어진 여성은 GRE의 수학 부분에서 남성과 동등하게 잘한 반면, 자기 개념 지도를 만들지 않은 여성은 남성보다 수학 부분에서 훨씬 못 했다.
한 분야에서 소수집단의 대표성을 증가시키는 것은 또한 고정관념 위협을 완화하는 것으로 나타났다. 한 연구에서, STEM 분야의 여성들은 남성과 여성의 균형 또는 불균형 비율을 가진 학회의 비디오를 보여주었다. 불균형적인 비율을 보고 있는 여성들은 소속감이 낮고 참여 욕구가 적다고 보고했다. 다수 집단만 반영하는 신호를 줄이고 소수 집단의 신호를 늘리는 것은 고정관념 위협에 대해 완화하는 환경을 만들 수 있다. 추가 연구는 환경의 물리적 물체가 다수 집단을 반영하지 않도록 환경을 구축하는 데 초점을 맞추고 있다. 예를 들어, 한 연구에서, 연구원들은 개인들이 그룹의 환경에 따라 그룹 멤버십에 대한 결정을 하고 방에서 물리적인 물체를 바꾸는 것이 소수의 참여를 증가시킨다는 것을 보여준다고 주장했다. 이 연구에서는 정형화된 컴퓨터 과학 객체를 제거하고 비정형 객체로 교체함으로써 여성 컴퓨터 과학 참여가 남성 동료와 동등한 수준으로 증가했다.
다양성이 소중하다는 것을 직접 전달하는 것 또한 효과적일 수 있다. 한 연구는 색맹 접근법에 비해 다양성의 직접적인 가치를 언급하는 한 회사의 팸플릿이 아프리카계 미국인들로 하여금 회사에 대한 신뢰와 편안함의 증가를 보고하게 만들었다고 밝혔다. 다양한 배경을 가진 사람들 간의 그룹 간 관계를 촉진하는 것은 소수 집단 구성원 간의 소속감을 증진하는 데 효과적이라는 것이 입증되었다.
예를 들어, 2008년의 한 연구는 학생들이 소수 집단인 교육기관에서 소속감은 낮지만, 다른 인종 그룹의 구성원들과 우정을 쌓는 것은 그들의 소속감을 증가시켰다는 것을 보여준다. 2007년, Greg Walton과 Geoffrey Cohen의 연구는 대학 1학년 동안 흑인과 백인 학생들의 성적을 높이고, 시간이 지남에 따라 사회적 소속에 대한 우려가 줄어든다는 것을 참가자들에게 강조함으로써 그들과 백인 동료들 사이의 인종적 성취 격차를 해소하는 결과를 보여주었다. 이러한 연구결과는 개인들이 마치 그들이 바람직한 집단으로 환영받는 것처럼 느끼도록 하는 것이 그들이 고정관념을 무시하게 만드는 것을 시사한다. 결론은 소수 대학생들이 학계에서 환영을 받는다면, 그들이 학업 성취도가 낮다는 부정적인 고정관념에 덜 영향을 받을 가능성이 있다는 것이다.
한 초기 연구는 단순히 대학 여성들에게 고정관념 위협과 그것이 능력에 미치는 영향에 대해 알려주는 것이 어려운 수학 시험에서 예측된 성별 차이를 제거하기에 충분하다고 제안했다. 이 연구의 저자들은 고정관념이 존재하더라도 반드시 더 나쁜 성과를 거두지는 않을 것이라는 사실을 사람들에게 인식시키는 것이 그들의 성과를 향상시킬 수 있다고 주장했다. 그러나 다른 연구 결과, 단순히 정보를 제공하는 것만으로는 충분하지 않으며, 심지어 그 반대의 효과도 나타날 수 있는 것으로 나타났다. 한 연구에서, 여성들은 "생물학적 차이가 아닌 고정관념이 수학에서 여성의 미달의 원인이 되는 실험의 요약"이라는 텍스트를 받고, 수학 연습을 했다. "제공된 정보의 의미를 제대로 이해하고 고정관념 위협에 대해 잘 알게 된 여성들이 미적분학 과제에서 현저하게 더 못하는 것으로 나타났다. 이 경우, 추가 연구를 통해, 정보가 표시되는 방식, 즉 피험자가 자신을 부정적인 고정관념의 대상으로 인식하는지 여부가 결정적일 수 있음을 시사한다.

## 비판
일부 연구원들은 고정관념의 위협이 현실적 성취 격차의 요인으로 해석되어서는 안 된다고 주장해왔다. 리뷰는 여고생들의 성과에서 그 영향이 과대평가되었을 수 있다는 우려를 제기했고, 현장이 출판 편향을 겪고 있을 수 있다고 주장했다.
폴 R에 따르면. 새킷, 채트람 언론과 학구적 문헌인 하디슨과 마이클 J. 컬렌은 고정관념 위협을 없애는 것이 유럽계 미국인과 아프리카계 미국인의 시험 성적 차이를 완전히 없앨 수 있다고 잘못 결론을 내렸다. Sackett 등은 고정관념 위협이 완화되었던 Steel과 Aronson의 실험(1995)에서 그룹들 사이에 약 1 표준 편차의 달성 격차가 남아 있었고, 이는 대규모 표준화에서 아프리카계 미국인과 유럽계 미국인들 사이에 일상적으로 보고된 것과 매우 가까운 규모라고 주장했다. SAT와 같은 시험. 사켓 외 연구진과 스틸 및 아론슨 간의 후속 서신에서, 사켓 외 연구진은 "그들은 [스틸과 아론슨]이 스틸과 아론슨(1995) 결과를 잘못 해석하여 아프리카계 미국인과 백인 사이의 시험 점수 차이를 제거한다는 결론에 동의하고 있다"고 썼다." 하지만, 같은 서신에서 스틸과 아론슨은 "위협 조건이 아닌 고정관념 위협 조건이 실제 테스트와 가장 유사한 그룹 차이를 만들어 낸다."
2009년 메타 분석에서 그레고리 M. 월튼과 스티븐 J. 스펜서는 고정관념 위협의 연구는 "연구가 확인하고 교정한 심리적 위협의 그 부분만 측정하기 때문에 사실 체계적으로 그 영향을 과소평가할 수 있다"고 주장했다. 미확인 또는 치료되지 않은 심리적 위협이 성과를 더욱 저해하는 한, 결과는 편견을 과소평가한다." 이러한 제한에도 불구하고, 고정관념 위협을 완화하기 위한 노력은 이해도가 높은 테스트에서 그룹 차이를 크게 줄인다는 것을 발견했다.
1998년에 Arthur R. Jensen은 고정관념 위협 이론이 시험 불안과 특히 Yerkes-Dodson 법칙과 같이, 더 잘 알려져 있고 더 확립된 이론들이었던 당시에 다른 사람들에 의해 설명될 수 있는 영향을 설명하기 위한 추가적인 메커니즘을 유발한다는 것을 근거로 고정관념 위협 이론을 비판했다. 젠슨의 관점에 따르면, 고정관념 위협으로 인한 영향은 단순히 "시험 복잡성의 함수로서 시험 불안과 능력 수준의 상호작용"을 반영할 수 있다. 그러나 요하네스 켈러의 후속 연구는 젠슨의 가설을 특별히 통제했고 여전히 유의미한 고정관념 위협 효과를 발견했다.
기즈버트 슈토와 데이비드 C. 기어리는 남성과 여성 사이의 수학 성취 격차에 대한 고정관념 위협 설명에 대한 증거를 검토했다. 그들은 관련 고정관념 위협 연구는 통제 그룹이 없는 것과 같은 많은 방법론적 문제를 가지고 있으며, 이 주제에 대한 일부 문헌은 고정관념 위협을 있는 것보다 더 잘 확립된 것으로 잘못 나타낸다고 결론지었다. 그럼에도 불구하고 그들은 고정관념 위협의 (d=0.17) 효과가 약간 유의하다는 증거를 발견했다.
심리학자 이주심은 2015년 '심리학 투데이'에 기고한 글에서 스틸과 아론슨이 1995년 발표한 연구에서 공분산 분석을 통해 SAT 시험 전 점수를 통제했고, 이로 인해 "비진단" 시험 그룹에서 흑인과 백인 학생의 시험 점수 차이가 거의 사라졌다고 지적했다. Jussim은 이전 기온을 조절하기 위해 동일한 기술을 사용하여 알래스카의 Nome과 플로리다의 Tampa가 거의 동일한 평균 기온을 갖도록 할 수 있다고 주장했다. 그러나 Steel과 Aronson이 지적한 바와 같이 1995년 논문보다 더 큰 문헌은 "일련의 고정관념 위협의 영향을 보여 SAT, IQ 테스트 및 프랑스어 테스트에서 적은 수만(때로는 공분산 조정 없이) 나열할 수 있다."

### 출판 편향
Flore와 Wicherts(2015)의 메타 분석은 고정관념 위협의 평균 보고 효과는 작지만, 현장이 출판 편향에 의해 부풀려질 수 있다는 결론을 내렸다. 그들은 이를 교정하기 위해 가장 가능성이 높은 실제 효과 크기가 0에 가깝다고 주장했다.
연구 결과가 무효라는 일부 연구진도 비슷한 우려를 제기하고 있다. 예를 들어, Ganley 외 연구진 (2013)은 강력한 (총 N ~ 1000)의 다중 실험 연구에서 고정관념 위협을 조사했고 "학령기 여학생의 수학 성적이 고정관념 위협의 영향을 받았다는 증거는 발견되지 않았다."고 결론 내렸다. 저자들은 잘 통제된 대규모 연구가 더 작거나 중요하지 않은 효과를 발견하는 경향이 있다고 가정하면서, 아동의 고정관념 위협에 대한 증거가 출판 편향을 반영할 수 있다고 주장했다. 그들은 또한 많은 저전력 연구들 중에서, 연구원들이 거짓 양성 효과가 유의미하게 도달한 연구들을 선별적으로 발표했을 수도 있다고 시사했다.
그러나 류 외 연구진(2020)의 최근 메타 분석은 출판 편향이 고정관념 위협 개입의 효과를 부풀릴 수 있지만, 그러한 개입이 능력 편익과 관련이 있다는 합의를 뒤집기에는 불충분하다고 주장하며 플로어 및 위처스와 같은 결론에 도전한다. 저자들은 자신이 분석한 연구를 세 가지 유형(신념 기반, 정체성 기반, 복원력 기반)으로 분류하여 이 유형의 마지막 부분에서 출판 편향에 대한 더 큰 증거를 찾아냈고, 처음 두 유형의 개입 효과에 대한 더 강력한 증거를 찾아냈다.

## 같이 보기
- 고정관념
- 편견
- 낙인효과

## 참고 문헌
- Inzlicht, Michael; Schmader, Toni (2011). 《Stereotype Threat: Theory, Process, and Application》. Oxford University Press. ISBN 9780199732449.
- Gladwell, Malcolm (2000년 8월 21일). “The Art of Failure: Why some people choke and others panic”. 《The New Yorker》. 2011년 5월 14일에 원본 문서에서 보존된 문서. 2011년 5월 29일에 확인함.
- Walton, Gregory M.; Murphy, Mary C.; Ryan, Ann Marie (April 2015). “Stereotype rhreat in organizations: implications for equity and performance”. 《Annual Review of Organizational Psychology and Organizational Behavior》 2: 523–550. doi:10.1146/annurev-orgpsych-032414-111322.
- Pruysers, Scott; Blais, Julie (June 2017). “Why won't Lola run? An experiment examining stereotype threat and political ambition”. 《Politics & Gender》 13 (2): 232–252. doi:10.1017/S1743923X16000544.
- Spencer SJ, Logel C, Davies PG (January 2016). “Stereotype Threat”. 《Annual Review of Psychology》 67: 415–37. doi:10.1146/annurev-psych-073115-103235. PMID 26361054. S2CID 6588396.